# Schlote + Partner
Die Schlote + Partner GmbH ist ein Unternehmen mit Sitz in Salzburg-Aigen, das Konzerte, Theaterabende und Tourneen organisiert sowie Künstler vermittelt. Sie ist eine Nachfolgeorganisation der Konzertdirektion Schlote, die 1923 von Margarethe Schlote in Duisburg gegründet wurde.

## Geschichte
Die erste Schauspieltournee fand 1946 statt, ab 1948 kamen auch erste Operntourneen dazu, u. a. mit der Compagnia d’Opera Italiana di Milano. Ab 1952 stand die Direktion unter der Leitung von Professor Hans Schlote. Die Konzertdirektion ist – nach Düsseldorf und Frankfurt – seit 1966 von Salzburg aus tätig. 1987 ging die Geschäftsführung auf die Enkel der Gründerin, Michael und Joachim Schlote über.
Seit der Gründung wurden über 25.000 Veranstaltungen in 57 Ländern organisiert.
Seit 2006 werden die Theaterproduktionen durch die schlote productions gmbh in Salzburg organisiert.
In Salzburg sind die Internationalen Theaterabende im Festspielhaus seit mehr als 35 Jahren fester Bestandteil des städtischen Kulturlebens. Über 130 Konzerte für die Musikalische Jugend im Mozarteum sowie viele Sonderveranstaltungen wurden bislang ebenfalls organisiert. Die Gesellschaft wurde 1998 von der Salzburger Landesregierung mit dem Landeswappen ausgezeichnet.
Seit März 2017 sind die schlote productions gmbh, die Konzertdirektion Schlote Gesellschaft m.b.H. sowie die Schlote Gesellschaft m.b.H. nach Ablehnung eines Insolvenzverfahrens zahlungsunfähig.
Im November 2017 wurde die Schlote + Partner GmbH gegründet unter Leitung von Hans Joachim Schlote, der auch Geschäftsführer der Konzertdirektion Schlote gewesen war.